# League of Ireland First Division
League of Ireland First Division (irsky:Céad Roinn Sraith na hÉireann) je druhá nejvyšší fotbalová soutěž v Irsku. Vznikla v roce 1985, kdy byla původně dvacetičlenná League of Ireland rozdělena do dvou divizí. Soutěž se hraje systémem "jaro–podzim" od března do října. V základní části odehraje každý tým 28 zápasů a vítěz postupuje do Premier Division. Týmy umístěné na druhé a třetím místě hrají dvouzápasové playoff. Vítěz dvouzápasu následně hraje baráž o postup s předposledním týmem Premier Division.

Posledním vítězem soutěže je tým Wexford Youths FC.

## Složení ligy v sezoně 2016
First Division hraje celkem 8 týmů. Novými týmy v sezóně 2016 jsou sestoupivší týmy z Premier Division – Limerick FC a Drogheda United FC.
| Klub                | Město                    | Stadion             | Kapacita |
| ------------------- | ------------------------ | ------------------- | -------- |
| Athlone Town FC     | Athlone                  | Lissywoolen Stadium | 2 500    |
| Cabinteely FC       | Cabinteely               | Stradbrook Road     | 1 000    |
| Cobh Ramblers FC    | Cobh                     | St. Colman's Park   | 5 000    |
| Drogheda United FC  | Drogheda                 | United Park         | 2 000    |
| Limerick FC         | Limerick                 | Markets Field       | 3 000    |
| Shelbourne FC       | Dublin                   | Tolka Park          | 6 000    |
| UCD                 | Dún Laoghaire – Rathdown | UCD Bowl            | 3 000    |
| Waterford United FC | Waterford                | RSC                 | 3 100    |

## Vítězové jednotlivých ročníků
| League of Ireland First Division (1985–2015) |                         |                     |                      |
| Ročník                                       | Vítěz                   | 2. místo            | 3. místo             |
| 1985–1986                                    | Bray Wanderers AFC (1)  | Sligo Rovers FC     | Longford Town FC     |
| 1986–1987                                    | Derry City FC (1)       | Shelbourne FC       | Drogheda United FC   |
| 1987–1988                                    | Athlone Town FC (1)     | Cobh Ramblers FC    | Finn Harps FC        |
| 1988–1989                                    | Drogheda United FC (1)  | UCD                 | Bray Wanderers AFC   |
| 1989–1990                                    | Waterford United FC (1) | Sligo Rovers FC     | Bray Wanderers AFC   |
| 1990–1991                                    | Drogheda United FC (2)  | Bray Wanderers AFC  | Cobh Ramblers FC     |
| 1991–1992                                    | Limerick FC (1)         | Waterford United FC | Cobh Ramblers FC     |
| 1992–1993                                    | Galway United FC (1)    | Cobh Ramblers FC    | Monaghan United FC   |
| 1993–1994                                    | Sligo Rovers FC (1)     | Athlone Town FC     | Finn Harps FC        |
| 1994–1995                                    | UCD (1)                 | Drogheda United FC  | Finn Harps FC        |
| 1995–1996                                    | Bray Wanderers AFC (2)  | Finn Harps FC       | Home Park Everton FC |
| 1996–1997                                    | Kilkenny City FC (1)    | Drogheda United FC  | Waterford United FC  |
| 1997–1998                                    | Waterford United FC (2) | Bray Wanderers AFC  | Limerick FC          |
| 1998–1999                                    | Drogheda United FC (3)  | Galway United FC    | Cobh Ramblers FC     |
| 1999–2000                                    | Bray Wanderers AFC (3)  | Longford Town FC    | Kilkenny City FC     |
| 2000–2001                                    | Dundalk FC (1)          | Monaghan United FC  | Athlone Town FC      |
| 2001–2002                                    | Drogheda United FC (4)  | Finn Harps FC       | Dublin City FC       |
| 2002–2003                                    | Waterford United FC (3) | Finn Harps FC       | Galway United FC     |
| 2003                                         | Dublin City FC (1)      | Bray Wanderers AFC  | Finn Harps FC        |
| 2004                                         | Finn Harps FC (1)       | UCD                 | Bray Wanderers AFC   |
| 2005                                         | Sligo Rovers FC (2)     | Dublin City FC      | Cobh Ramblers FC     |
| 2006                                         | Shamrock Rovers FC (1)  | Dundalk FC          | Galway United FC     |
| 2007                                         | Cobh Ramblers FC (1)    | Finn Harps FC       | Dundalk FC           |
| 2008                                         | Dundalk FC (2)          | Shelbourne FC       | Waterford United FC  |
| 2009                                         | UCD (2)                 | Shelbourne FC       | Sporting Fingal FC   |
| 2010                                         | Derry City FC (2)       | Waterford United FC | Monaghan United FC   |
| 2011                                         | Cork City FC (1)        | Shelbourne FC       | Monaghan United FC   |
| 2012                                         | Limerick FC (2)         | Waterford United FC | Longford Town FC     |
| 2013                                         | Athlone Town FC (2)     | Longford Town FC    | Mervue United FC     |
| 2014                                         | Longford Town FC (1)    | Shelbourne FC       | Galway FC            |
| 2015                                         | Wexford Youths FC (1)   | Finn Harps FC       | UCD                  |